# Grande Fratello (tredicesima edizione)
La tredicesima edizione del reality show Grande Fratello è andata in onda in diretta in prima serata su Canale 5 dal 3 marzo al 26 maggio 2014. È durata 85 giorni, ed è stata condotta per l'ottava volta consecutiva da Alessia Marcuzzi, affiancata per le prime quattro puntate da Manuela Arcuri e da Cesare Cunaccia nel ruolo di opinionisti, ma a causa della gravidanza e degli impegni di lavoro, rispettivamente, i due sono stati sostituiti da Vladimir Luxuria dalla quinta alla tredicesima puntata.
La diretta 24 ore su 24 è stata trasmessa sui canali Premium Extra 1 e Premium Extra 2 di Mediaset Premium, sulla piattaforma Mediaset Connect e sul sito ufficiale del programma. Il day-time è andato in onda su Canale 5 dal lunedì al venerdì alle 14:05 e alle 16:05 e, per la prima volta, anche su Italia 1 tutti i giorni alle ore 13:40. Inoltre Canale 5 ha trasmesso alcuni appuntamenti speciali in diretta dalla Casa in seconda serata. Le repliche del daytime sono state trasmesse da La5 sul digitale terrestre che ha trasmesso anche la mezzanotte live, in esclusiva sul canale.
È stata l'edizione che ha segnato il ritorno del reality, dopo quasi due anni di assenza dai palinsesti televisivi italiani. Per lanciare la nuova edizione sono andati in onda per settimane, numerosi e vari promo, il 15 febbraio 2014 è partito il conto alla rovescia: ogni giorno è andato in onda un promo diverso, che ricordava i giorni che restavano prima della messa in onda.
La puntata settimanale in diretta in prima serata del Grande Fratello 13 è stata trasmessa nuovamente di lunedì alle ore 21:10 e la replica è stata riproposta su Mediaset Extra il giorno successivo alla diretta alle 20:35.
L'edizione è stata vinta da Mirco Petrilli, che si è aggiudicato il montepremi di 250 000 €.

## Il ritorno alle origini
È stata l'edizione che ha segnato il ritorno alle origini; dopo tre edizioni "no limits", sia per numero di giorni di reclusione che per numero di concorrenti, il Grande Fratello 13 ha segnato un ritorno al format "classico" con una durata di circa tre mesi e un numero di concorrenti limitato (erano 17 le persone che sono entrate nella Casa rispetto alle 36 dell'edizione precedente). Il numero di concorrenti di questa edizione era infatti il più basso dal 2006; inoltre non c'erano più nuovi ingressi dopo la seconda puntata (non accadeva dal 2004, nella quarta edizione). Anche il meccanismo delle nomination è tornato ad essere "libero" e tutti i concorrenti potevano essere nominati; sempre come segno di ritorno alle origini era possibile seguire la diretta dalla Casa 24 ore su 24 in maniera gratuita dal sito ufficiale del programma (non accadeva dal 2004, nella quarta edizione).

## La svolta social
Questa edizione è stata presentata come la più social di sempre. Il Grande Fratello 13 era infatti tra i primi programmi in Italia che offriva una visione in "second screen". Tramite l'app gratuita Mediaset Connect, era possibile interagire in diretta sia durante la puntata serale che durante i day-time, utilizzando uno smartphone o un tablet. L'applicazione offriva video esclusivi, sondaggi, domande di vario genere e approfondimenti. Inoltre tramite la sezione "Decidi tu" dell'app, il pubblico poteva influenzare alcuni avvenimenti all'interno della Casa. All'interno dell'app si trovavano anche tutti i video del programma, le notizie, le schede dei concorrenti, le photogallery e permetteva di seguire la diretta 24 ore su 24 dalla Casa e di votare sia per il televoto settimanale (a pagamento) che per il preferito. In sole tre settimane, l'app ha superato il milione di download.
Erano attivi anche i profili Facebook, Twitter e Instagram. Per la prima volta, durante la puntata serale su Canale 5, attraverso una striscia di led in studio è stato promosso l'hashtag #GF13 per i commenti sui social. In alcune puntate, i telespettatori potevano inviare le proprie domande per il concorrente eliminato e alcune tra tutte quelle arrivate, sono state lette in diretta da Alessia Marcuzzi.
Inoltre è stata lanciata l'app "Grande Fratello - The Reality Game", il gioco ufficiale del programma per smartphone e tablet che resta per settimane tra le app più scaricate.

## La casa
L'edizione sarebbe dovuta iniziare il 23 gennaio 2014, ma nella notte tra il 13 e il 14 dicembre 2013, la casa del Grande Fratello, ormai quasi pronta ad essere riaperta, è stata bruciata, esclusa la regia e l'acquario; il fatto ha ritardato la messa in onda del programma. La casa inizialmente doveva assomigliare a quella dell'edizione precedente ma dopo l'incendio è stata modificata.
La nuova casa ha avuto la stessa metratura degli anni precedenti, ma con un ritorno alle origini, più semplice, senza lussi, ad esclusione della piscina e della sauna, presenti sin dalla prima edizione.
In questa nuova casa era presente la Cantina al posto del Tugurio delle scorse edizioni e nella puntata del 24 marzo è stata svelata la biblioteca.

## Concorrenti
L'età dei concorrenti si riferisce al momento dell'ingresso nella casa.
| Concorrente                 | Età          | Professione                         | Luogo di nascita      | Stato                |
| --------------------------- | ------------ | ----------------------------------- | --------------------- | -------------------- |
| Mirco Petrilli              | 28 anni      | Contadino                           | Velletri              | Vincitore            |
| Francesca "Chicca" Rocco    | 29 anni      | Impiegata di banca                  | Legnano               | Seconda classificata |
| Modestina Cicero            | 25 anni      | Studentessa                         | Mannheim              | Terza classificata   |
| Samba Laobe Ndiaye          | 33 anni      | Barman                              | Senegal               | Quarto classificato  |
| Giovanni Masiero            | 28 anni      | Commesso                            | Verona                | Quinto classificato  |
| Angela Viviani              | 28 anni      | Disoccupata                         | Sesto San Giovanni    | Eliminata            |
| Roberto Ruberti             | 32 anni      | Analista bancario                   | Roma                  | Eliminato            |
| Fabio Pellegrini            | 25 anni      | Gestore di un centro sportivo       | Roma                  | Eliminato            |
| Diletta Di Tanno            | 24 anni      | Studentessa                         | Torino                | Eliminata            |
| Mia Cellini                 | 22 anni      | Make up artist, YouTuber            | Roma                  | Eliminata            |
| Valentina Acciardi          | 33 anni      | Impiegata in un'azienda ospedaliera | Torino                | Eliminata            |
| Armando e Giuseppe Armenise | 36 e 32 anni | Agenti immobiliari                  | Bari                  | Eliminati            |
| Andrea Cerioli              | 24 anni      | Agente pubblicitario                | San Lazzaro di Savena | Eliminato            |
| Greta Maisto                | 26 anni      | Assistente alla poltrona            | Erice                 | Eliminata            |
| Francesca Cioffi            | 27 anni      | Promoter                            | Napoli                | Eliminata            |
| Veronica Graf               | 24 anni      | Hostess, modella                    | Faenza                | Eliminata            |
| Michele Simoncini           | 30 anni      | Ingegnere, DJ                       | Senigallia            | Eliminato            |

- Nota: Durante la puntata di Verissimo del 22 febbraio 2014, Silvia Toffanin in collegamento telefonico con Alessia Marcuzzi presenta quattro possibili concorrenti (Diletta, Eithel, Lorenzo ed Enzo). Per decidere il concorrente da far entrare nella casa bisogna votare nel sito ufficiale, i primi due che passeranno i preliminari si scontreranno con un televoto durante la prima puntata, che decreterà il concorrente ufficiale. Al televoto si sono scontrati Lorenzo e Diletta. La vincitrice del televoto è stata Diletta con il 65% dei voti.

## Tabella delle nomination
Legenda
     Concorrente immune
     Concorrente nominato
     Nomination in positivo o salvataggio

|                    | Settimana 2               | Settimana 3                   | Settimana 4                                          | Settimana 5                                               | Settimana 6           | Settimana 6                        | Settimana 7                          | Settimana 7                      | Settimana 8                | Settimana 9               | Settimana 9             | Settimana 10              | Settimana 10              | Settimana 11                | Settimana 11             | Settimana 12            | Settimana 12             | Ultima settimana                      | Ultima settimana                      | Numero di nomination |
| ------------------ | ------------------------- | ----------------------------- | ---------------------------------------------------- | --------------------------------------------------------- | --------------------- | ---------------------------------- | ------------------------------------ | -------------------------------- | -------------------------- | ------------------------- | ----------------------- | ------------------------- | ------------------------- | --------------------------- | ------------------------ | ----------------------- | ------------------------ | ------------------------------------- | ------------------------------------- | -------------------- |
| Mirco              | Giovanni                  | Francesca Mia                 | Andrea Angela                                        | Andrea Fabio                                              | Samba                 | Diletta Giuseppe e Armando         | Giuseppe e Armando                   | Diletta Valentina                | Diletta Fabio              | Diletta                   | Fabio                   | Modestina                 | Giovanni                  | Angela                      | Angela                   | Nominato                | In finale                | Vincitore (Giorno 85)                 | Vincitore (Giorno 85)                 | 4                    |
| Chicca             | Valentina                 | Angela Greta                  | Angela Greta                                         | Greta Valentina                                           | Salvata               | Andrea Valentina                   | Valentina                            | Fabio Valentina                  | Fabio Mia                  | Fabio                     | Fabio                   | Giovanni                  | Roberto                   | Angela                      | Angela                   | In finale               | In finale                | Seconda classificata (Giorno 85)      | Seconda classificata (Giorno 85)      | 32                   |
| Modestina          | Chicca                    | Francesca Mia                 | Andrea Francesca                                     | Diletta Greta                                             | Giovanni              | Diletta Giovanni                   | Diletta                              | Diletta Roberto                  | Angela Fabio               | Fabio                     | Angela                  | Mirco                     | Angela                    | Angela                      | In finale                | In finale               | In finale                | Terza classificata (Giorno 85)        | Terza classificata (Giorno 85)        | 24                   |
| Samba              | Michele                   | Francesca Mia                 | Andrea Francesca                                     | Andrea Mia                                                | Giuseppe e Armando    | Andrea Angela                      | Valentina                            | Mia Valentina                    | Fabio Mia                  | Diletta                   | Fabio                   | Samba                     | Modestina                 | Modestina                   | Angela                   | Nominato                | Nominato                 | Quarto classificato (Giorno 85)       | Quarto classificato (Giorno 85)       | 4                    |
| Giovanni           | Mirco                     | Roberto Veronica              | Andrea Giuseppe e Armando                            | Andrea Modestina                                          | Chicca                | Andrea Diletta                     | Valentina                            | Fabio Valentina                  | Fabio Mia                  | Diletta                   | Fabio                   | Samba                     | Roberto                   | In finale                   | In finale                | In finale               | In finale                | Quinto classificato (Giorno 85)       | Quinto classificato (Giorno 85)       | 16                   |
| Angela             | Modestina                 | Chicca Veronica               | Chicca Modestina                                     | Chicca Modestina                                          | Valentina             | Chicca Modestina                   | Giuseppe e Armando                   | Chicca Modestina                 | Chicca Modestina           | Giovanni                  | Modestina               | Roberto                   | Chicca                    | Chicca                      | Chicca                   | Nominata                | Nominata                 | Eliminata (Giorno 85)                 | Eliminata (Giorno 85)                 | 12                   |
| Roberto            | Michele                   | Francesca Mia                 | Francesca Giuseppe e Armando                         | Giovanni Mia                                              | Andrea                | Giovanni Giuseppe e Armando        | Giuseppe e Armando                   | Mia Modestina                    | Chicca Modestina           | Chicca                    | Chicca                  | Angela                    | Chicca                    | Eliminato (Giorno 71)       | Eliminato (Giorno 71)    | Eliminato (Giorno 71)   | Eliminato (Giorno 71)    | Eliminato (Giorno 71)                 | Eliminato (Giorno 71)                 | 5                    |
| Fabio              | Immune                    | Francesca Veronica            | Chicca Giuseppe e Armando                            | Chicca Giuseppe e Armando                                 | Non salvato           | Niente nomination                  | Nominato                             | Chicca Modestina                 | Chicca Modestina           | Chicca                    | Chicca                  | Eliminato (Giorno 64)     | Eliminato (Giorno 64)     | Eliminato (Giorno 64)       | Eliminato (Giorno 64)    | Eliminato (Giorno 64)   | Eliminato (Giorno 64)    | Eliminato (Giorno 64)                 | Eliminato (Giorno 64)                 | 15                   |
| Diletta            | Giuseppe e Armando        | Chicca Veronica               | Giuseppe e Armando Modestina                         | Giuseppe e Armando Modestina                              | Roberto               | Giuseppe e Armando Modestina       | Giuseppe e Armando                   | Giovanni Samba                   | Mirco Modestina            | Mirco                     | Eliminata (Giorno 57)   | Eliminata (Giorno 57)     | Eliminata (Giorno 57)     | Eliminata (Giorno 57)       | Eliminata (Giorno 57)    | Eliminata (Giorno 57)   | Eliminata (Giorno 57)    | Eliminata (Giorno 57)                 | Eliminata (Giorno 57)                 | 8                    |
| Mia                | Modestina                 | Angela Greta                  | Giovanni Modestina                                   | Fabio Giovanni                                            | Mirco                 | Giuseppe e Armando Samba           | Giuseppe e Armando                   | Giovanni Samba                   | Chicca Giovanni            | Eliminata (Giorno 57)     | Eliminata (Giorno 57)   | Eliminata (Giorno 57)     | Eliminata (Giorno 57)     | Eliminata (Giorno 57)       | Eliminata (Giorno 57)    | Eliminata (Giorno 57)   | Eliminata (Giorno 57)    | Eliminata (Giorno 57)                 | Eliminata (Giorno 57)                 | 13                   |
| Valentina          | Chicca                    | Chicca Giovanni               | Chicca Giovanni                                      | Chicca Giovanni                                           | Diletta               | Chicca Giovanni                    | Giuseppe e Armando                   | Chicca Samba                     | Chicca Giovanni            | Eliminata (Giorno 50)     | Eliminata (Giorno 50)   | Eliminata (Giorno 50)     | Eliminata (Giorno 50)     | Eliminata (Giorno 50)       | Eliminata (Giorno 50)    | Eliminata (Giorno 50)   | Eliminata (Giorno 50)    | Eliminata (Giorno 50)                 | Eliminata (Giorno 50)                 | 8                    |
| Giuseppe e Armando | Mia                       | Chicca Francesca              | Andrea Valentina                                     | Andrea Greta                                              | Modestina             | Andrea Roberto                     | Valentina                            | Eliminati (Giorno 43)            | Eliminati (Giorno 43)      | Eliminati (Giorno 43)     | Eliminati (Giorno 43)   | Eliminati (Giorno 43)     | Eliminati (Giorno 43)     | Eliminati (Giorno 43)       | Eliminati (Giorno 43)    | Eliminati (Giorno 43)   | Eliminati (Giorno 43)    | Eliminati (Giorno 43)                 | Eliminati (Giorno 43)                 | 13                   |
| Andrea             | Michele                   | Francesca Mia                 | Francesca Modestina                                  | Chicca Giuseppe e Armando                                 | Mia                   | Chicca Giovanni                    | Eliminato (Giorno 43)                | Eliminato (Giorno 43)            | Eliminato (Giorno 43)      | Eliminato (Giorno 43)     | Eliminato (Giorno 43)   | Eliminato (Giorno 43)     | Eliminato (Giorno 43)     | Eliminato (Giorno 43)       | Eliminato (Giorno 43)    | Eliminato (Giorno 43)   | Eliminato (Giorno 43)    | Eliminato (Giorno 43)                 | Eliminato (Giorno 43)                 | 14                   |
| Greta              | Modestina                 | Chicca Veronica               | Chicca Modestina                                     | Chicca Giuseppe e Armando                                 | Angela                | Eliminata (Giorno 36)              | Eliminata (Giorno 36)                | Eliminata (Giorno 36)            | Eliminata (Giorno 36)      | Eliminata (Giorno 36)     | Eliminata (Giorno 36)   | Eliminata (Giorno 36)     | Eliminata (Giorno 36)     | Eliminata (Giorno 36)       | Eliminata (Giorno 36)    | Eliminata (Giorno 36)   | Eliminata (Giorno 36)    | Eliminata (Giorno 36)                 | Eliminata (Giorno 36)                 | 8                    |
| Francesca          | Modestina                 | Fabio Greta                   | Andrea Modestina                                     | Eliminata (Giorno 29)                                     | Eliminata (Giorno 29) | Eliminata (Giorno 29)              | Eliminata (Giorno 29)                | Eliminata (Giorno 29)            | Eliminata (Giorno 29)      | Eliminata (Giorno 29)     | Eliminata (Giorno 29)   | Eliminata (Giorno 29)     | Eliminata (Giorno 29)     | Eliminata (Giorno 29)       | Eliminata (Giorno 29)    | Eliminata (Giorno 29)   | Eliminata (Giorno 29)    | Eliminata (Giorno 29)                 | Eliminata (Giorno 29)                 | 11                   |
| Veronica           | Immune                    | Angela Greta                  | Eliminata (Giorno 22)                                | Eliminata (Giorno 22)                                     | Eliminata (Giorno 22) | Eliminata (Giorno 22)              | Eliminata (Giorno 22)                | Eliminata (Giorno 22)            | Eliminata (Giorno 22)      | Eliminata (Giorno 22)     | Eliminata (Giorno 22)   | Eliminata (Giorno 22)     | Eliminata (Giorno 22)     | Eliminata (Giorno 22)       | Eliminata (Giorno 22)    | Eliminata (Giorno 22)   | Eliminata (Giorno 22)    | Eliminata (Giorno 22)                 | Eliminata (Giorno 22)                 | 5                    |
| Michele            | Mirco                     | Eliminato (Giorno 15)         | Eliminato (Giorno 15)                                | Eliminato (Giorno 15)                                     | Eliminato (Giorno 15) | Eliminato (Giorno 15)              | Eliminato (Giorno 15)                | Eliminato (Giorno 15)            | Eliminato (Giorno 15)      | Eliminato (Giorno 15)     | Eliminato (Giorno 15)   | Eliminato (Giorno 15)     | Eliminato (Giorno 15)     | Eliminato (Giorno 15)       | Eliminato (Giorno 15)    | Eliminato (Giorno 15)   | Eliminato (Giorno 15)    | Eliminato (Giorno 15)                 | Eliminato (Giorno 15)                 | 3                    |
|                    |                           |                               |                                                      |                                                           |                       |                                    |                                      |                                  |                            |                           |                         |                           |                           |                             |                          |                         |                          |                                       |                                       |                      |
| Note               | Vedi nota 1               | Vedi nota 2                   | Vedi nota 3                                          | Vedi nota 4                                               | Vedi nota 5           | Vedi nota 5                        | Vedi nota 6                          | Vedi nota 6                      | Vedi nota 7                | Vedi nota 8               | Vedi nota 8             | Vedi nota 9               | Vedi nota 9               | Vedi nota 10                | Vedi nota 10             | Vedi nota 11            | Vedi nota 11             | Vedi nota 12                          | Vedi nota 12                          |                      |
| Nominati           | Michele Modestina         | Chicca Francesca Mia Veronica | Andrea Chicca Francesca Giuseppe e Armando Modestina | Andrea Chicca Giovanni Giuseppe e Armando Greta Modestina | -                     | Andrea Giovanni Giuseppe e Armando | Fabio Giuseppe e Armando             | Chicca Modestina Samba Valentina | Chicca Fabio Mia Modestina | Diletta Fabio             | Chicca Fabio            | Chicca Roberto            | Chicca Roberto            | Angela Modestina            | Angela Chicca            | Angela Mirco Samba      | Angela Samba             | Chicca Giovanni Mirco Modestina Samba | Chicca Giovanni Mirco Modestina Samba |                      |
| Ritirati           | Nessuno                   | Nessuno                       | Nessuno                                              | Nessuno                                                   | Nessuno               | Nessuno                            | Nessuno                              | Nessuno                          | Nessuno                    | Nessuno                   | Nessuno                 | Nessuno                   | Nessuno                   | Nessuno                     | Nessuno                  | Nessuno                 | Nessuno                  | Nessuno                               | Nessuno                               |                      |
| Espulsi            | Nessuno                   | Nessuno                       | Nessuno                                              | Nessuno                                                   | Nessuno               | Nessuno                            | Nessuno                              | Nessuno                          | Nessuno                    | Nessuno                   | Nessuno                 | Nessuno                   | Nessuno                   | Nessuno                     | Nessuno                  | Nessuno                 | Nessuno                  | Nessuno                               | Nessuno                               |                      |
| Eliminati          | Michele 65% per eliminare | Veronica 36% per eliminare    | Francesca 38% per eliminare                          | Greta 38% per eliminare                                   | Fabio non salvato     | Andrea 48% per eliminare           | Giuseppe e Armando 78% per eliminare | Valentina 75% per eliminare      | Mia 70% per eliminare      | Diletta 54% per eliminare | Fabio 66% per eliminare | Roberto 69% per eliminare | Roberto 69% per eliminare | Modestina 53% per la finale | Chicca 76% per la finale | Mirco 66% per la finale | Angela 49% per la finale | Giovanni 5% su 5                      | Samba 8% su 5                         |                      |
| Eliminati          | Michele 65% per eliminare | Veronica 36% per eliminare    | Francesca 38% per eliminare                          | Greta 38% per eliminare                                   | Fabio non salvato     | Andrea 48% per eliminare           | Giuseppe e Armando 78% per eliminare | Valentina 75% per eliminare      | Mia 70% per eliminare      | Diletta 54% per eliminare | Fabio 66% per eliminare | Roberto 69% per eliminare | Roberto 69% per eliminare | Modestina 53% per la finale | Chicca 76% per la finale | Mirco 66% per la finale | Angela 49% per la finale | Modestina 11% su 3                    | Chicca 28% su 2                       |                      |
| Eliminati          | Michele 65% per eliminare | Veronica 36% per eliminare    | Francesca 38% per eliminare                          | Greta 38% per eliminare                                   | Fabio non salvato     | Andrea 48% per eliminare           | Giuseppe e Armando 78% per eliminare | Valentina 75% per eliminare      | Mia 70% per eliminare      | Diletta 54% per eliminare | Fabio 66% per eliminare | Roberto 69% per eliminare | Roberto 69% per eliminare | Modestina 53% per la finale | Chicca 76% per la finale | Mirco 66% per la finale | Angela 49% per la finale | Mirco 72% per vincere                 |                                       |                      |

- Nota 1: Veronica e Fabio, in qualità di nuovi concorrenti, sono immuni e non possono esprimere la loro nomination. Tutti i concorrenti sono nominabili. Le nomination sono divise, gli uomini possono nominare soltanto un ragazzo, mentre le donne solo una ragazza oppure i fratelli Armenise. I fratelli Armenise devono fare il nome di una ragazza. Il risultato del televoto è: Michele 65%, Modestina 35%.
- Nota 2: Tutti i concorrenti sono nominabili e devono esprimere due nomi. Il risultato del televoto è: Veronica 36%, Francesca 35%, Chicca 21%, Mia 8%.
- Nota 3: Tutti i concorrenti sono nominabili e devono esprimere due nomi. Il risultato del televoto è: Francesca 38%, Giuseppe e Armando 22%, Modestina 19%, Andrea 12%, Chicca 9%.
- Nota 4: Tutti i concorrenti sono nominabili e devono esprimere due nomi. Il risultato del televoto è: Greta 38%, Giuseppe e Armando 30%, Andrea 12%, Modestina 11%, Chicca 7%, Giovanni 3%.
- Nota 5 : Durante la puntata i ragazzi devono affrontare una seconda eliminazione tramite una catena di salvataggio. L'eliminato, in questo caso Greta, deve decidere uno dei concorrenti da salvare così da dare inizio alla catena. L'ultimo concorrente rimasto dovrà abbandonare la casa, ovvero Fabio, il quale, invece, decide di rimanere in gioco, accettando così di vivere per una settimana da solo nella cantina. Tutti i concorrenti, escluso Fabio, sono nominabili e devono esprimere due nomi. Il risultato del televoto è: Andrea 48%, Giuseppe e Armando 46%, Giovanni 6%.
- Nota 6: Durante la puntata i ragazzi devono affrontare una seconda eliminazione. Ogni concorrente è chiamato a fare un nome di una persona che vogliono eliminare, colui che viene votato va in nomination con Fabio. I più votati sono Giuseppe e Armando. Il risultato del televoto è: Giuseppe e Armando 78%, Fabio 22%. Tutti i concorrenti sono nominabili e devono esprimere due nomi. Il risultato del televoto è: Valentina 75%, Samba 13%, Chicca 8%, Modestina 4%.
- Nota 7: Valentina essendo stata eliminata, ha però l'opportunità di fare due nomination ufficiali. Tutti i concorrenti sono nominabili e devono esprimere due nomi. Il risultato del televoto è: Mia 70%, Chicca 25%, Fabio 3%, Modestina 2%.
- Nota 8: I concorrenti devono affrontare una seconda eliminazione. Gli uomini devono scegliere una donna da eliminare e viceversa. Il risultato del televoto è: Diletta 54%, Fabio 46%. Tutti i concorrenti sono nominabili e devono esprimere un nome. Il risultato del televoto è: Fabio 66%, Chicca 34%.
- Nota 9: Tutti i concorrenti hanno la possibilità di scegliere il primo finalista. Il più votato risulta essere Samba. Tutti i concorrenti sono nominabili tranne Samba e devono esprimere un nome. Il risultato del televoto è: Roberto 69%, Chicca 31%.
- Nota 10: Il Grande Fratello propone a Samba di mantenere il suo posto da finalista oppure regalare la finale ad un altro concorrente. Samba sceglie di regalare l'opportunità a Giovanni, che quindi è il primo ufficiale finalista. I ragazzi sono sottoposti ad una seconda votazione. Il Grande Fratello fa la domanda "chi vuoi fuori dalla casa?", i due più votati però andranno in un televoto per decretare il secondo finalista ufficiale. Angela è la più votata e decide di portarsi con sé in nomination Modestina. Il risultato del televoto è: Modestina 53%, Angela 47%. I concorrenti nominabili sono quindi Mirco, Chicca, Angela e Samba. Modestina e Giovanni non possono esprimere le loro nomination. Il risultato del televoto è: Chicca 76%, Angela 24%.
- Nota 11: Si apre un televoto per decretare il quarto finalista tra Angela, Mirco e Samba. Il risultato del televoto è: Mirco 66%, Angela 20%, Samba 14%. Si riapre un televoto settimanale tra Samba e Angela per decretare il quinto e ultimo finalista. Il risultato del televoto è: Samba 51%, Angela 49%.
- Nota 12: Si apre il primo televoto per decretare il vincitore tra Chicca, Giovanni, Mirco, Modestina e Samba. Il quinto classificato è Giovanni con il 5% dei voti, il quarto classificato è Samba con l'8% dei voti. Si apre un televoto tra Chicca, Mirco e Modestina. Il terzo classificato è Modestina con l'11% dei voti. L'ultimo televoto quindi viene aperto per Chicca e Mirco. Il risultato finale è: Mirco 72%, Chicca 28%. Mirco vince la tredicesima edizione del Grande Fratello.

## Sommario settimanale
| Settimana 1  | Ingressi     | Giorno 1: Modestina, Andrea, Samba, Mia, Valentina, Mirco, Chicca, Giovanni, Francesca, Diletta, Giuseppe e Armando, Roberto, Angela, Michele e Greta entrano nella casa del Grande Fratello. |
| Settimana 2  | Ingressi     | Giorno 8: Veronica e Fabio entrano nella casa del Grande Fratello. |
| Settimana 2  | Eliminazione | Giorno 8: Modestina e Michele sono i nominati della settimana. Giorno 15: Michele è, con il 65% dei voti, il primo concorrente eliminato dalla casa del Grande Fratello. |
| Settimana 2  | Prova        | Giorno 8: I concorrenti devono collegare un divano al confessionale tramite una fila composta da vestiti indossati dagli uomini in quel momento. La prova è stata superata. |
| Settimana 3  | Eliminazione | Giorno 15: Francesca, Chicca, Mia e Veronica sono le nominate della settimana. Giorno 22: Veronica è, con il 36% dei voti, la seconda concorrente eliminata dalla casa del Grande Fratello. |
| Settimana 3  | Prova        | Giorno 15: La prova settimanale è divisa in due manche, i ragazzi selezionati hanno 30 secondi per fare un'azione senza produrre rumore (in caso contrario suona uno strumento chiamato "Rumorometro"). La prima manche vale 150 € ed è svolta da Samba e Veronica che devono mangiare un grissino, la manche viene superata. La seconda manche vale 200 € ed è svolta da Mirco e Chicca, quest'ultima deve fare la ceretta a Mirco. Lo strumento suona, ma la prova viene comunque considerata superata dal Grande Fratello. Il budget settimanale è quindi di 350 €.                                                   |
| Settimana 4  | Eliminazione | Giorno 22: Andrea, Modestina, Chicca, Francesca, Giuseppe e Armando sono i nominati della settimana. Giorno 29: Francesca è, con il 38% dei voti, la terza concorrente eliminata dalla casa del Grande Fratello. |
| Settimana 4  | Prova        | Giorno 22: La prova del freeze. Ogni volta in cui il Grande Fratello pronuncia la parola freeze, i concorrenti devono immediatamente immobilizzarsi, qualsiasi attività essi stiano svolgendo, pena perdita del budget settimanale. Nel corso della settimana e della puntata del lunedì sera numerosi sono stati i disturbatori del "freeze", tra cui il divoratore, l'imbianchino, il ghiacciatore, Alessia Marcuzzi, la moglie di Giuseppe, la sorella di Roberto e un coro gospel. La prova è stata superata, nonostante alcuni richiami all'impegno da parte del Grande Fratello, il budget settimanale è di 250 €. |
| Settimana 5  | Eliminazione | Giorno 29: Chicca, Andrea, Giovanni, Giuseppe e Armando, Greta e Modestina sono i nominati della settimana. Giorno 36: Greta è, con il 38% dei voti, la quarta concorrente eliminata dalla casa del Grande Fratello. |
| Settimana 5  | Prova        | Giorno 29: La prova del freeze. Ogni volta in cui il Grande Fratello pronuncia la parola freeze, i concorrenti devono immediatamente immobilizzarsi, qualsiasi attività essi stiano svolgendo, pena perdita del budget settimanale. Nel corso della puntata del lunedì sera numerosi sono stati i disturbatori del "freeze", tra cui il dottor divoratore, la baciatrice e il fidanzato di Valentina. La prova è stata superata, nonostante alcuni richiami all'impegno da parte del Grande Fratello, il budget settimanale è di 250 €.                                                                                  |
| Settimana 6  | Eliminazione | Giorno 36: Fabio è, dopo una seconda eliminazione tramite catena di salvataggio, il quinto concorrente eliminato dalla casa del Grande Fratello. Alessia comunica al concorrente che il Grande Fratello gli darà una seconda possibilità, lo fa entrare in cantina dove starà una settimana solo e la sua sorte sarà decisa dal pubblico lunedì prossimo. Andrea, Giovanni, Giuseppe e Armando sono i nominati della settimana. Giorno 43: Andrea è, con il 48% dei voti, il quinto concorrente eliminato dalla casa del Grande Fratello.                                                                                |
| Settimana 6  | Prova        | Giorno 36: Durante la settimana i ragazzi venivano chiamati in piscina per recuperare delle bottiglie e memorizzarne il contenuto. Nella puntata del lunedì la prova è stata svolta da Giovanni, Roberto e Diletta e consisteva in una specie di interrogazione sulle curiosità che avevano trovato nelle bottiglie. La prova è stata valutata dal Grande Fratello insieme ai "freeze" fatti durante la settimana e grazie al superamento di essa il budget è di 300 €. |
| Settimana 7  | Eliminazione | Giorno 43: Giuseppe e Armando sono, con il 78% dei voti, i sesti concorrenti eliminati dalla casa del Grande Fratello. Valentina, Chicca, Modestina e Samba sono i nominati della settimana. Giorno 50: Valentina è, con il 75% dei voti, la settima concorrente eliminata dalla casa del Grande Fratello. |
| Settimana 7  | Prova        | Giorno 43: La prova, giudicata dall'attore Christian De Sica, consisteva nell'imitare una scena di un film con Meg Ryan. La prova viene superata |
| Settimana 8  | Eliminazione | Giorno 50: Chicca, Fabio, Mia e Modestina sono i nominati della settimana. Giorno 57: Mia è, con il 70% dei voti, l'ottava concorrente eliminata dalla casa del Grande Fratello. |
| Settimana 8  | Prova        | Giorno 50: Chicca, Diletta, Mia, Giovanni, Samba e Mirco devono svolgere la prova che consiste nel ballare una coreografia imparata durante la settimana. Per lo scarso impegno di alcuni ragazzi durante la settimana la prova non viene superata. Il budget settimanale è di 100 €. |
| Settimana 9  | Eliminazione | Giorno 57: In casa c'è una nuova eliminazione in cui gli uomini devono votare una donna e le donne devono votare un uomo. I più votati da entrambe le votazioni sono Diletta e Fabio che vanno al televoto. Diletta è, con il 54% dei voti, la nona concorrente eliminata dalla casa del Grande Fratello. Fabio e Chicca sono i nominati della settimana. Giorno 64: Fabio è, con il 66% dei voti, il decimo concorrente eliminato dalla casa del Grande Fratello. |
| Settimana 9  | Prova        | Giorno 57: La prova dell'intruso: i concorrenti non devono per nessun motivo distrarsi da ciò che stanno facendo, infatti nel corso della settimana ricevono visita da diversi individui, tra cui giocatori di rugby, lottatori, ballerini e turisti. Obiettivo della prova è quello di non prendere minimamente in considerazione la presenza di altre persone estranee al gioco. La prova viene superata e il budget settimanale è di 150 €. Solamente un'infrazione delle regole da parte di Fabio comporta la perdita di 30 €.                                                                                       |
| Settimana 10 | Eliminazione | Giorno 64: Chicca e Roberto sono i nominati della settimana. Giorno 71: Roberto è, con il 69% dei voti, l'undicesimo concorrente eliminato dalla casa del Grande Fratello. |
| Settimana 10 | Prova        | Giorno 64: Nel corso della settimana, in Arena, i ragazzi si allenano per un percorso ad ostacoli, cercando di migliorare il tempo totale. La prima manche della prova viene affrontata da Samba, Giovanni e Angela, mentre la seconda solamente da Fabio. La prova viene brillantemente superata e i concorrenti conquistano il budget settimanale di 210 €, di cui 50 € vengono devoluti in beneficenza. |
| Settimana 11 | Eliminazione | Giorno 71: In casa c'è una nuova votazione: ogni concorrente, escluso Giovanni (già finalista grazie alla scelta di rinunciare da parte di Samba), deve scegliere un concorrente da mandare al televoto. In realtà, tra Angela e Modestina verrà aperto un televoto positivo che sceglierà il secondo finalista. Modestina è, con il 53% dei voti, la seconda finalista del Grande Fratello. Angela e Chicca sono le nominate della settimana (televoto positivo). Giorno 78: Chicca è, con il 76% dei voti, la terza finalista del Grande Fratello.                                                                     |
| Settimana 11 | Prova        | Giorno 71: La Welldance. I concorrenti devono cimentarsi in una coreografia preparata nel corso della settimana. La prova viene superata. |
| Settimana 12 | Eliminazione | Giorno 78: Angela, Mirco e Samba vanno in nomination per decretare il quarto finalista. Giorno 78: Mirco è, con il 66% dei voti, il quarto finalista del Grande Fratello. Giorno 78: Angela e Samba vanno in nomination per decretare il quinto finalista. Giorno 85: Samba è, con il 51% dei voti, il quinto finalista del Grande Fratello. Angela è, con il 49% dei voti (in positivo) la dodicesima concorrente eliminata dalla casa del Grande Fratello. |
| Settimana 12 | Finale       | Giorno 85: Giovanni è, con il 5% dei voti, il quinto classificato del Grande Fratello. Samba è, con l'8% dei voti, il quarto classificato del Grande Fratello. Modestina è, con l'11% dei voti (su 3 rimasti), la terza classificata del Grande Fratello. Chicca è, con il 28% dei voti (su 2 rimasti), la seconda classificata del Grande Fratello. Mirco è, con il 72% dei voti (su 2 rimasti), il vincitore della tredicesima edizione del Grande Fratello. |

## Ospiti
| Puntata    | Messa in onda  | Ospiti            |
| ---------- | -------------- | ----------------- |
| 1          | 3 marzo 2014   | –                 |
| 2          | 10 marzo 2014  | –                 |
| 3          | 17 marzo 2014  | –                 |
| 4          | 24 marzo 2014  | –                 |
| 5          | 31 marzo 2014  | –                 |
| 6          | 7 aprile 2014  | –                 |
| 7          | 14 aprile 2014 | Christian De Sica |
| 8          | 21 aprile 2014 | –                 |
| 9          | 28 aprile 2014 | –                 |
| 10         | 5 maggio 2014  | –                 |
| 11         | 12 maggio 2014 | Raffaele Paganini |
| Semifinale | 19 maggio 2014 | –                 |
| Finale     | 26 maggio 2014 | Gerry Scotti      |

## Ascolti

### Prima serata
| Puntata    | Messa in onda  | Telespettatori | Share  |
| ---------- | -------------- | -------------- | ------ |
| 1          | 3 marzo 2014   | 5 440 000      | 24,64% |
| 2          | 10 marzo 2014  | 4 462 000      | 19,57% |
| 3          | 17 marzo 2014  | 3 809 000      | 17,12% |
| 4          | 24 marzo 2014  | 3 957 000      | 17,98% |
| 5          | 31 marzo 2014  | 3 816 000      | 17,30% |
| 6          | 7 aprile 2014  | 3 786 000      | 17,62% |
| 7          | 14 aprile 2014 | 3 847 000      | 18,20% |
| 8          | 21 aprile 2014 | 3 678 000      | 17,98% |
| 9          | 28 aprile 2014 | 4 018 000      | 18,27% |
| 10         | 5 maggio 2014  | 3 745 000      | 16,95% |
| 11         | 12 maggio 2014 | 3 926 000      | 19,14% |
| Semifinale | 19 maggio 2014 | 4 307 000      | 19,93% |
| Finale     | 26 maggio 2014 | 4 708 000      | 24,25% |
| Media      | Media          | 4 115 000      | 19,15% |

- Nota: Il picco in share del 53% si è registrato durante la finale, al momento della proclamazione del vincitore.

### Ascolti giornalieri
Italia 1
In questa tabella sono indicati i risultati in termini di ascolto del day-time in onda dal lunedì al sabato alle 13:40 e alla domenica alle 14:00 su Italia 1.

| Italia 1          | Settimana 1     | Settimana 2     | Settimana 3     | Settimana 4     | Settimana 5     | Settimana 6     | Settimana 7     | Settimana 8     | Settimana 9     | Settimana 10    | Settimana 11    | Settimana 12    |
| ----------------- | --------------- | --------------- | --------------- | --------------- | --------------- | --------------- | --------------- | --------------- | --------------- | --------------- | --------------- | --------------- |
| Martedì           | 1 093 000 5,73% | 1 178 000 6,52% | 998 000 5,80%   | 1 038 000 5,79% | 923 000 5,48%   | 1 097 000 6,53% | 968 000 5,72%   | 1 178 000 6,30% | 1 129 000 6,47% | 1 258 000 7,30% | 1 330 000 7,60% | 1 151 000 6,85% |
| Mercoledì         | 1 154 000 6,36% | 1 037 000 6,05% | 968 000 5,67%   | 1 103 000 6,00% | 887 000 5,22%   | 1 151 000 6,68% | 1 145 000 6,52% | 1 192 000 6,56% | 1 174 000 6,64% | 1 172 000 6,76% | 1 230 000 7,05% | 1 368 000 8,02% |
| Giovedì           | 1 080 000 6,17% | 1 147 000 6,67% | 919 000 5,37%   | 1 186 000 6,46% | 1 021 000 5,95% | 1 160 000 6,96% | 1 172 000 6,38% | 1 201 000 7,04% | 861 000 5,07%   | 1 162 000 7,04% | 1 099 000 6,48% | 1 166 000 6,71% |
| Venerdì           | 1 101 000 6,23% | 1 153 000 6,72% | 1 250 000 7,11% | 1 028 000 6,03% | 1 089 000 6,05% | 1 078 000 6,34% | 1 193 000 6,70% | 1 032 000 5,83% | 1 233 000 6,41% | 1 214 000 7,32% | 1 370 000 7,75% | 1 090 000 6,21% |
| Sabato            | 1 027 000 5,25% | 1 009 000 5,07% | 940 000 4,73%   | 862 000 4,59%   | 1 158 000 5,95% | 1 038 000 5,55% | 919 000 4,91%   | 1 173 000 6,32% | 1 201 000 6,26% | 1 038 000 5,69% | 1 265 000 6,84% | 763 000 4,21%   |
| Domenica          | 627 000 3,22%   | 659 000 3,54%   | 816 000 4,01%   | 720 000 3,99%   | 700 000 3,99%   | 673 000 3,85%   | 600 000 4,92%   | 720 000 3,80%   | 1 002 000 5,45% | 502 000 2,88%   | 904 000 5,15%   | Non disponibile |
| Lunedì            | 1 104 000 6,17% | 1 107 000 6,33% | 1 286 000 7,02% | 1 051 000 6,10% | 1 096 000 6,31% | 1 093 000 6,22% | 819 000 5,85%   | 1 188 000 6,59% | 1 208 000 6,99% | 1 239 000 7,34% | 1 245 000 7,12% | 1 095 000 5,85% |
| Media Settimanale | 1 027 000 5,59% | 1 041 000 5,84% | 1 025 000 5,67% | 998 000 5,57%   | 982 000 5,56%   | 1 041 000 6,02% | 974 000 5,86%   | 1 098 000 6,06% | 1 115 000 6,18% | 1 084 000 6,33% | 1 206 000 6,86% | 1 106 000 6,31% |
| Media             | 1 058 000 5,99% | 1 058 000 5,99% | 1 058 000 5,99% | 1 058 000 5,99% | 1 058 000 5,99% | 1 058 000 5,99% | 1 058 000 5,99% | 1 058 000 5,99% | 1 058 000 5,99% | 1 058 000 5,99% | 1 058 000 5,99% | 1 058 000 5,99% |

Canale 5
In questa tabella sono indicati i risultati in termini di ascolto del breve day-time in onda dal lunedì al venerdì su Canale 5 alle 14:05.

| Canale 5          | Settimana 1      | Settimana 2      | Settimana 3      | Settimana 4      | Settimana 5      | Settimana 6      | Settimana 7      | Settimana 8      | Settimana 9      | Settimana 10     | Settimana 11     | Settimana 12     |
| ----------------- | ---------------- | ---------------- | ---------------- | ---------------- | ---------------- | ---------------- | ---------------- | ---------------- | ---------------- | ---------------- | ---------------- | ---------------- |
| Martedì           | 2 895 000 15,60% | 2 814 000 15,84% | 2 843 000 17,06% | 2 814 000 16,08% | 2 494 000 15,15% | 2 653 000 16,18% | Non disponibile  | 2 595 000 14,58% | 2 768 000 16,29% | Non disponibile  | 2 818 000 16,63% | 2 710 000 16,35% |
| Mercoledì         | 2 747 000 15,44% | 2 795 000 16,61% | 2 610 000 15,52% | 2 948 000 16,48% | 2 698 000 16,32% | 2 711 000 16,19% | Non disponibile  | Non disponibile  | Non disponibile  | 2 638 000 15,71% | 2 774 000 16,07% | 2 672 000 15,95% |
| Giovedì           | 2 910 000 17,11% | 2 876 000 16,97% | 2 713 000 16,30% | 2 811 000 15,60% | 2 755 000 16,48% | 2 770 000 16,89% | 2 684 000 15,08% | Non disponibile  | 1 848 000 11,34% | 2 653 000 16,20% | 2 635 000 16,02% | 2 775 000 16,38% |
| Venerdì           | Non disponibile  | Non disponibile  | Non disponibile  | Non disponibile  | Non disponibile  | Non disponibile  | Non disponibile  | Non disponibile  | Non disponibile  | Non disponibile  | Non disponibile  | Non disponibile  |
| Lunedì            | 2 852 000 16,44% | 2 744 000 16,25% | 2 721 000 15,17% | 2 790 000 16,70% | 2 725 000 16,34% | 2 636 000 15,49% | 1 585 000 11,64% | 2 775 000 15,69% | 2 590 000 15,37% | 2 700 000 16,21% | 2 690 000 15,82% | Non disponibile  |
| Media Settimanale | 2 851 000 16,15% | 2 807 000 16,42% | 2 722 000 16,01% | 2 841 000 16,22% | 2 668 000 16,07% | 2 693 000 16,19% | 2 135 000 13,36% | 2 685 000 15,14% | 2 402 000 14,33% | 2 664 000 16,04% | 2 729 000 16,13% | 2 719 000 16,23% |
| Media             | 2 660 000 15,69% | 2 660 000 15,69% | 2 660 000 15,69% | 2 660 000 15,69% | 2 660 000 15,69% | 2 660 000 15,69% | 2 660 000 15,69% | 2 660 000 15,69% | 2 660 000 15,69% | 2 660 000 15,69% | 2 660 000 15,69% | 2 660 000 15,69% |

Canale 5
In questa tabella sono indicati i risultati in termini di ascolto del breve day-time in onda dal lunedì al venerdì su Canale 5 alle 16:05.

| Canale 5          | Settimana 1      | Settimana 2      | Settimana 3      | Settimana 4      | Settimana 5      | Settimana 6      | Settimana 7      | Settimana 8      | Settimana 9      | Settimana 10     | Settimana 11     | Settimana 12     |
| ----------------- | ---------------- | ---------------- | ---------------- | ---------------- | ---------------- | ---------------- | ---------------- | ---------------- | ---------------- | ---------------- | ---------------- | ---------------- |
| Martedì           | 3 512 000 27,01% | 3 410 000 29,34% | 2 761 000 27,36% | 2 789 000 23,04% | 2 408 000 24,24% | 2 528 000 25,83% | 3 042 000 28,60% | 2 815 000 25,35% | 2 860 000 25,89% | 2 591 000 26,95% | 2 638 000 23,71% | 2 523 000 24,16% |
| Mercoledì         | 3 217 000 26,82% | 2 982 000 27,75% | 2 660 000 26,10% | 2 928 000 25,33% | 2 436 000 24,90% | 2 893 000 27,96% | 2 479 000 23,37% | 2 535 000 21,75% | 2 707 000 23,30% | 2 482 000 24,78% | 2 748 000 24,67% | 2 443 000 23,16% |
| Giovedì           | 3 037 000 27,35% | 2 760 000 27,50% | 2 545 000 25,19% | 2 867 000 23,66% | 2 764 000 25,20% | 2 621 000 27,31% | 2 844 000 26,19% | 2 603 000 24,71% | 1 432 000 13,89% | 2 470 000 25,50% | 2 702 000 24,79% | 2 494 000 22,42% |
| Venerdì           | 3 181 000 28,43% | 2 614 000 24,43% | 2 600 000 24,77% | 2 692 000 24,53% | 3 318 000 28,20% | 2 830 000 27,89% | 2 582 000 24,49% | 1 626 000 15,29% | 2 831 000 23,13% | 2 536 000 26,39% | Non disponibile  | 2 463 000 22,58% |
| Lunedì            | 3 229 000 26,76% | 2 659 000 25,93% | 3 043 000 24,95% | 2 693 000 25,81% | 2 707 000 26,67% | 2 937 000 28,52% | 921 000 8,33%    | 2 715 000 23,07% | 2 740 000 27,00% | 2 661 000 26,32% | 2 653 000 25,29% | 2 653 000 23,64% |
| Media Settimanale | 3 235 000 27,27% | 2 885 000 26,99% | 2 722 000 25,67% | 2 794 000 24,47% | 2 727 000 25,84% | 2 762 000 27,50% | 2 374 000 22,20% | 2 459 000 22,03% | 2 514 000 22,64% | 2 548 000 25,99% | 2 685 000 24,62% | 2 515 000 23,19% |
| Media             | 2 685 000 24,87% | 2 685 000 24,87% | 2 685 000 24,87% | 2 685 000 24,87% | 2 685 000 24,87% | 2 685 000 24,87% | 2 685 000 24,87% | 2 685 000 24,87% | 2 685 000 24,87% | 2 685 000 24,87% | 2 685 000 24,87% | 2 685 000 24,87% |